# Jean-Luc Bertrand (présentateur)
 (juin 2021).
Si vous disposez d'ouvrages ou d'articles de référence ou si vous connaissez des sites web de qualité traitant du thème abordé ici, merci de compléter l'article en donnant les références utiles à sa vérifiabilité et en les liant à la section « Notes et références ».
Pour les articles homonymes, voir Jean-Luc Bertrand et Bertrand.
Jean-Luc Bertrand, né le 13 octobre 1956, est un présentateur de télévision notamment connu pour l'émission jeunesse Citron Grenadine en compagnie de Marylène Bergmann sur RTL Télévision.

## Biographie
Jean-Luc Bertrand (Pseudonyme trouvé par Claude Robert, son nom de famille étant trop difficile à prononcer, Bertrand étant son troisième prénom) commence sa carrière dans la station comme éclairagiste en 1977 à 21 ans et a gravi les échelons. Il présente des petits reportages dans un magazine junior dans l'émission L'École Buissonnière avec son complice Jean-Claude Thieltgen. À l'arrêt de L'École Buissonnière après le départ à la retraite de son fondateur Claude Robert, il démarre en septembre 1980 Citron Grenadine en compagnie de Michèle Etzel (déjà intervenante dans l'émission de Claude Robert), Marylène Bergmann et Georges Lang.
Il a ensuite pris la relève d'André Torrent pour l'animation des émissions musicales de la chaîne, notamment avec Fréquence JLB.
Parallèlement à ses émissions, il animait aussi le Tête à tête Français sur le canal 21 en compagnie de Marylène Bergmann à partir de septembre 1984 à la télévision. Le même programme était diffusé simultanément sur le canal 27 à destination de la Belgique, mais avec des présentateurs Belges.
Jean-Luc Bertrand a toujours été fidèle à la chaîne, la suivant dans ses déménagements de Luxembourg à Metz pour animer Music Family en 1990. Il est le seul, avec Sylvie Prime, Jean-François Clausse et Christophe Deleau à ne pas avoir été évincé après le licenciement collectif en décembre 1997. Ils furent réembauchés de suite par les patrons d'AB pour assurer la transition de la chaine entre RTL Group et AB.
Il a occupé jusqu'à fin juin 2010 (fin de l'émission de RTL 9 Est le 30 juin 2010) le poste de directeur des programmes de proximité, en Lorraine sur RTL9 Est.
Chaque dernier dimanche du mois à 12 h 05, Jean-Luc Bertrand et Pierre Taribo de L'Est républicain interrogeaient une personnalité politique de la région Lorraine dans l'émission L'Invité politique. Ce rendez-vous politique a été remplacé à la rentrée 2008, par un magazine toujours mensuel intitulé L'Europe s'engage en Lorraine. À chaque numéro, Jean-Luc Bertrand en collaboration avec la cellule Europe de la préfecture de région Lorraine (le sponsor de l'émission) met en exergue autour d'un thème central illustré de reportages les nombreuses actions souvent méconnues du grand public menées par l'Union européenne en faveur du développement et de la valorisation de la région Lorraine, un invité vient apporter certaines précisions en répondant à ses questions.
Il a également animé durant dix ans l'émission La Nuit des Stars sur RTL9 et reprise par AB3 en Belgique.
C'est également le présentateur de l'émission Bienvenue chez vous, diffusée quotidiennement sur le canal 21 hertzien terrestre de RTL9 en Lorraine à 17 h 45. L'émission s'arrête le 25 juin 2010, date à laquelle RTL9 Lorraine cesse d'émettre sur l'est de la France, au grand étonnement des téléspectateurs Lorrains, dans la mesure où Jean-Luc Bertrand avait assuré que la chaîne passerait en numérique au moment de l'arrêt de l'analogique en Lorraine, en septembre 2010. Le réseau hertzien n'est fermé que le 31 décembre 2010 à minuit.
Le 28 février 2011, Jean-Luc lancera Air, l'autre télé une nouvelle chaîne de télévision sur le canal 21 de l'émetteur de Dudelange, laissé vacant le 31 décembre 2010 par l'arrêt des émissions en analogique. Il présentera une émission de proximité portant le même nom que sur RTL9, Bienvenue chez vous, jusqu'à l'arrêt de la chaîne le 18 décembre 2014.
Il a co-présenté le 6 janvier 2013 l'élection de Miss Belgique 2013 sur la chaîne belge AB3.
Au mois de février 2016, il rejoint l'équipe de la nouvelle station de radio L'essentiel Radio, lancée par L'essentiel, quotidien gratuit du groupe Edita SA.
Le 4 juin 2016, Jean-Luc Bertrand reçoit les insignes de Chevalier dans l'Ordre National du Mérite(M. Bertrand, né Krolczyk (Jean-Luc), journaliste, présentateur de radio et de télévision ; 36 ans de services).